# Peplofora

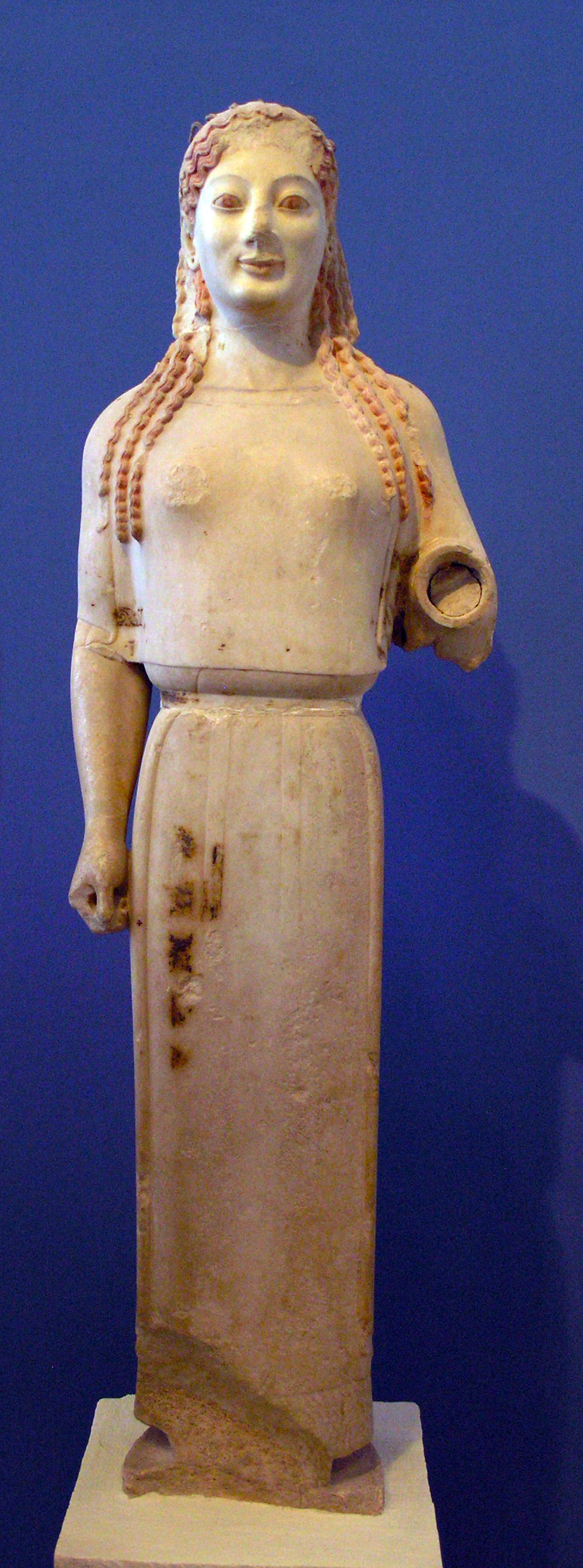
Peplofora

Peplofora – marmurowy antyczny posąg grecki z okresu archaicznego datowany na ok. 530 p.n.e. z Akropolu w Atenach. Jest to przykład kory w typie doryckim – ubrana jest w peplos. Modelunek jest tu nieco delikatniejszy niż u wcześniejszych kor tego typu. Zachowały się fragmenty polichromii: fryzura i usta pomalowane na czerwono, czarne brwi i warkocze, zielone desenie na szacie. Oddzielnie były dodane także wieniec i kolczyki z brązu.

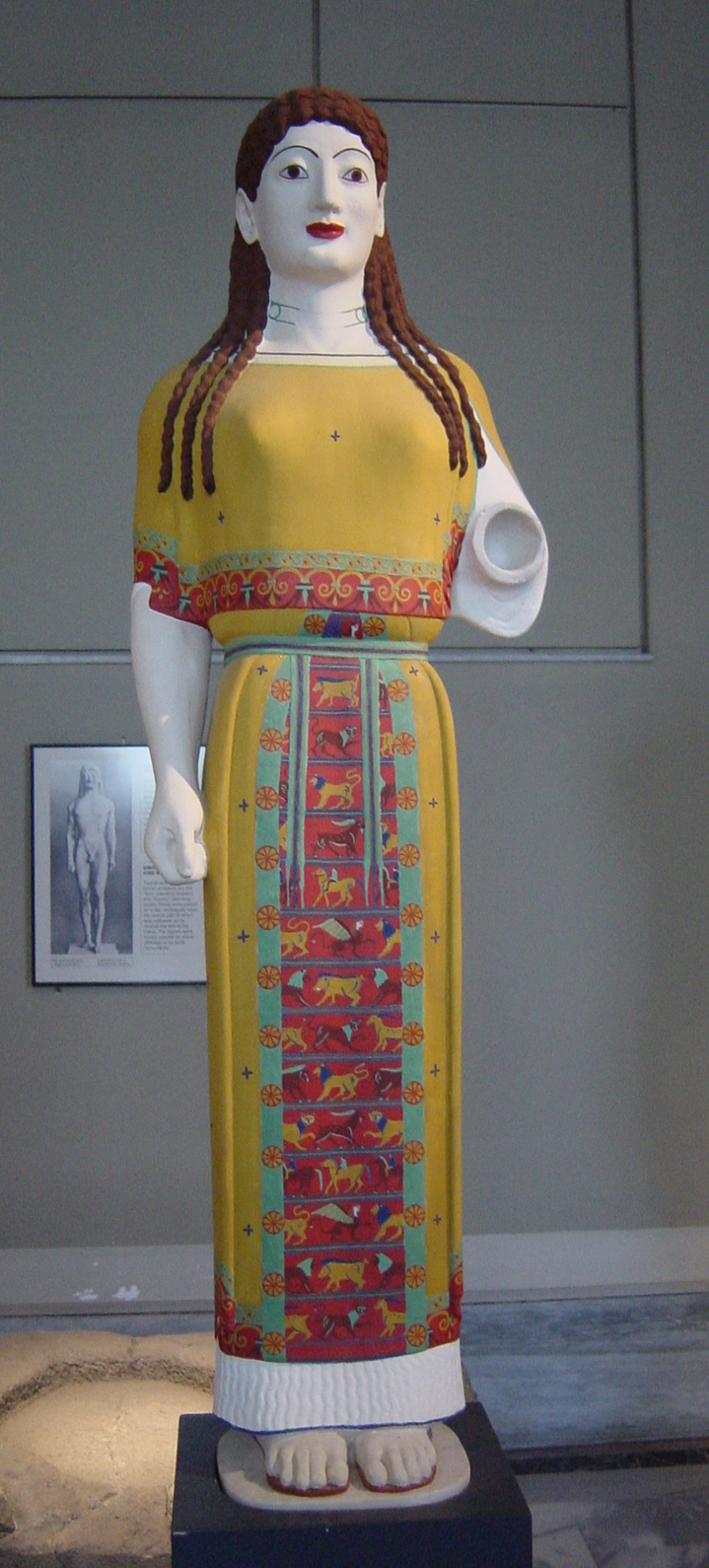
Próba rekonstrukcji pierwotnej polichromii